# انجمن سلطنتی هواشناسی

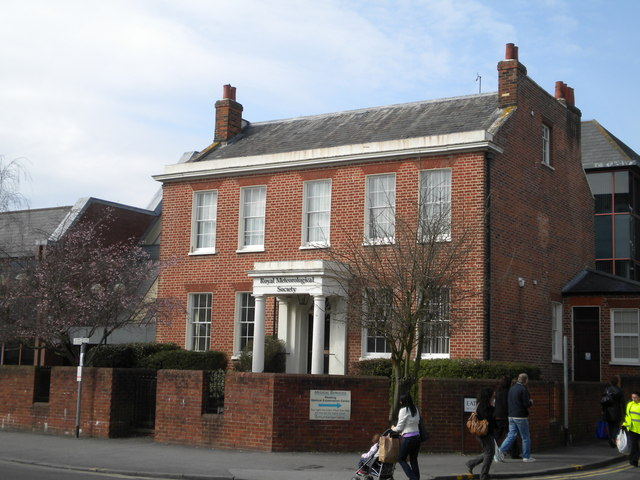
انجمن هواشناسی سلطنتی، آکسفورد، جاده ریدینگ

انجمن هواشناسی سلطنتی یک نهاد بلندپروازانه است که مشارکت علمی و عمومی در علم هواشناسی و اقلیم‌شناسی را ترویج می‌کند. افراد جامعه باید مدارک مربوط را داشته باشند، اما دانشجویان دانشکده می‌توانند جزو علاقه‌مندان قرار بگیرند. مجله فصلنامه آن یکی از منابع پیشرو در زمینه تحقیقات اصلی در علوم جوی است.

## قانون اساسی
انجمن هواشناسی سلطنتی از تاریخ ۳ آوریل سال ۱۸۵۰ هنگامی که انجمن هواشناسی بریتانیا شکل گرفت «جامعه ای است که هدف آن پیشرفت و گسترش علم هواشناسی با تعیین قوانین آب و هوا و پدیده‌های هواشناسی به‌طور کلی» است. همراه با نه نفر دیگر، از جمله جیمز گلاشیر، جان دی، ادوارد جوزف لاو، جوزف بانرفت رید و ساموئل چارلز ویتبارد، جان لی، منجم، هارت ول خانه، در نزدیکی ایلزبری، باکینگهامشایر، در کتابخانه خانه اش تأسیس شد انجمن هواشناسی بریتانیا، که به انجمن هواشناسی سلطنتی تبدیل شد. آن به انجمن هواشناسی در سال ۱۸۶۶ تبدیل شد هنگامی که توسط منشور سلطنتی و انجمن هواشناسی سلطنتی در سال ۱۸۸۳گنجانیده شده بود، زمانی که مجلس خانم ملکه ویکتوریا امتیاز دادن به عنوان «سلطنتی» را به وی واگذار کرد. لوک هوارد، هواشناس مشهور همراه با ۷۴ نفر دیگر، در اولین جلسه عادی خود در ۷ مه ۱۸۵۰ به ۱۵ عضو اصلی انجمن پیوست. در سال ۲۰۰۸ بیش از ۳۰۰۰ عضو در سراسر جهان دارد. مدیر اجرایی انجمن لیز بنتلی است.

## عضویت
چهار دسته عضویت متفاوت وجود دارد:
- همکار افتخاری
- همکار (FRMetS)[۲]
- همکار دانشیار
- عضو شرکت

## جوایز
جامعه به‌طور منظم تعدادی مدال و جوایز را به دست می‌آورد که مدال طلای سیمونز (که در سال ۱۹۰۱ تأسیس شد) و مدال طلای میسون (که در سال ۲۰۰۶ تأسیس شد) برجسته هستند. دو مدال جایگزین می‌شوند.
جوایز دیگر عبارتند از جایزه بوچان، جایزه هیو رابرت میل، جایزه LF ریچاردسون، جایزه مایکل هانت، جایزه فیتزبی، جایزه آب‌وهوایی گوردون مانلی، مجله بین‌المللی جوایز هواشناسی، جایزه خدمات عالی خدمات و جایزه وایسالا. 

## مجلات
جامعه دارای تعدادی از نشریات منظم است:
- نامه‌های اتمسفری: مجله ای که به‌طور همزمان منتشر می‌شود، یک راه انتشار مجدد بررسی شده برای کمک‌های کوتاه‌تر در زمینه علوم جوی و مرتبط با آن فراهم می‌کند.
- آب و هوا: یک مجله ماهانه با بسیاری از تصاویر رنگی و عکس برای متخصصان و خوانندگان عمومی با علاقه به هواشناسی. از حداقل ریاضیات و زبان فنی استفاده می‌کند.
- مجله سه‌ماهه انجمن سلطنتی هواشناسی: به عنوان یکی از مجلات برجسته در جهان برای هواشناسی، تحقیقات اصلی در علوم جوی را منتشر می‌کند. هشت موضوع در سال وجود دارد.
- کاربردهای هواشناسی: این مجله برای هواشناسان کاربردی، پیشگامان و کاربران خدمات هواشناسی است و از سال ۱۹۹۴ منتشر شده‌است. این هدف در یک خواننده عمومی است و نویسندگان خواسته می‌شود تا در هنگام تهیه مقالات آن را در نظر بگیرند.
- مجله بین‌المللی اقلیم‌شناسی: دارای ۱۵ موضوع در سال است و طیف گسترده‌ای از تحقیقات در زمینه‌شناسی را پوشش می‌دهد.
- نامه علوم اتمسفری: تنها نشریه الکترونیکی برای ارتباط کوتاه.
- تغییرات اقلیمی WIREs: یک مجله در مورد تغییرات اقلیمی
- مجله علوم ژئوفیزیک: مجله آنلاین، مجله دسترسی آزاد.

تمام نشریات آنلاین در دسترس هستند، اما برای برخی برخی از اشتراک‌ها لازم است. با این حال برخی از مقالات «کلاسیک» به‌طور آزادانه در وب سایت جامعه موجود است.

## مراکز محلی و گروه‌های مورد علاقه
این جامعه دارای چند مرکز محلی در سراسر انگلستان است.
همچنین تعدادی از گروه‌های مورد علاقه ویژه وجود دارد که جلسات و فعالیت‌های دیگر را سازماندهی می‌کنند تا تسهیل تبادل اطلاعات و دیدگاه‌ها در مناطق خاص هواشناسی. این گروه‌های غیررسمی متخصصان علاقه‌مند به حوزه‌های تخصصی فنی حرفه ای هواشناسی هستند. گروه‌ها عمدتاً راهی برای برقراری ارتباط در سطح متخصص هستند.

## رئیس‌جمهور
منبع:
- 2016–2018: Ellie Highwood[۹]
- 2014–2016: Jennie Campbell
- 2012–2014: Joanna Haigh CBE FRS
- 2010–2012: Tim Palmer FRS
- 2008–2010: Professor Dame Julia Slingo OBE
- 2006–2008: Professor Geraint Vaughan
- 2004–2006: Professor Chris Collier
- 2002–2004: Dr Howard Cattle
- 2000–2002: Dr David Burridge
- 1998–2000: Professor Sir Brian Hoskins CBE FRS
- 1996–1998: David J. Carson
- 1994–1996: John E. Harries
- 1992–1994: Paul James Mason FRS
- 1990–1992: Stephen Austen Thorpe FRS
- 1988–1990: Professor Keith Anthony Browning
- 1986–1988: Richard S. Scorer
- 1984–1986: Andrew Gilchrist
- 1982–1984: Henry Charnock CBE FRS
- 1980–1982: Philip Goldsmith
- 1978–1980: Professor John Monteith FRS
- 1976–1978: Sir John T. Houghton FRS
- 1974–1976: Raymond Hide FRS
- 1972–1974: Robert B. Pearce FRSE
- 1970–1972: Frank Pasquill FRS
- 1968–1970: Sir John Mason FRS
- 1967–1968: F. Kenneth Hare FRSC
- 1965–1967: G.D. Robinson
- 1963–1965: John Stanley Sawyer FRS
- 1961–1963: Howard Latimer Penman
- 1959–1961: James Martin Stagg CB OBE
- 1957–1959: Percival Albert Sheppard FRS
- 1955–1957: Reginald Sutcliffe
- 1953–1955: Sir Graham Sutton CBE FRS
- 1951–1953: Sir Charles Normand CIE
- 1949–1951: Sir Robert Alexander Watson-Watt CB FRS
- 1947–1949: Gordon Miller Bourne Dobson CBE FRS
- 1945–1946: Gordon Manley
- 1942–1944: David Brunt FRS
- 1940–1941: Sir George Clarke Simpson KCB FRS
- 1938–1939: Sir Bernard A. Keen FRS
- 1936–1937: Francis John Welsh Whipple
- 1934–1935: Ernest Gold DSO FRS
- 1932–1933: Sydney Chapman FRS
- 1930–1931: Rudolf Gustav Karl Lempfert CBE
- 1928–1929: Sir Richard Gregory
- 1926–1927: Sir Gilbert Walker FRS
- 1924–1925: Charles John Philip Cave
- 1922–1923: Charles Chree FRS
- 1920–1921: Reginald Hawthorn Hooker
- 1918–1919: Sir Napier Shaw FRS
- 1915–1917: Sir Henry George Lyons FRS
- 1913–1914: Charles John Philip Cave
- 1911–1912: Henry Newton Dickson DSc FRSE
- 1910–1911: Henry Mellish CB
- 1907–1908: Hugh Robert Mill FRSE
- 1905–1906: Richard Bentley
- 1903–1904: Captain David W. Barker Kt RNR
- 1901–1902: William Henry Dines FRS
- 1900: George James Symons FRS (resigned) & C Theodore Williams[۱۰]
- 1898–1899: Francis Campbell Bayard
- 1896–1897: Edward Mawley
- 1894–1895: Richard Inwards
- 1892–1893: C. Theodore Williams
- 1890–1891: Baldwin Latham
- 1888–1889: William Marcet FRS
- 1886–1887: William Ellis FRS
- 1884–1885: Robert Henry Scott FRS
- 1882–1883: Sir John Knox Laughton
- 1880–1881: George James Symons FRS
- 1878–1879: Charles Greaves
- 1876–1877: Henry Storks Eaton
- 1873–1875: Robert James Mann
- 1871–1872: John William Tripe
- 1869–1870: Charles Vincent Walker FRS
- 1867–1868: James Glaisher FRS
- 1865–1866: Charles Brooke FRS
- 1863–1864: Robert Dundas Thomson
- 1861–1862: Nathaniel Beardmore
- 1859–1860: Thomas Sopwith FRS
- 1857–1858: Robert Stephenson MP FRS
- 1855–1857: Dr John Lee FRS
- 1853–1855: George Leach
- 1850–1853 & 1864: Samuel Charles Whitbread FRS